# Hvid anemone
Hvid anemone (Anemone nemorosa) er en 10-25 cm høj urt, der vokser i skove og krat, på heder og nordvendte skrænter. Hele planten er giftig.

## Beskrivelsen
Hvid anemone er en flerårig urt med en opret, tættedannende vækst. Stænglerne er glatte og lysegrønne. Bladene er kransstillede og håndsnitdelte, så der dannes tre lige store bladafsnit. Bladranden er hel mellem de dybe indskæringer. Oversiden er matgrøn, mens undersiden er en anelse lysere.
Blomstringen sker i april-maj. Blomsterne bæres på særlige stilke, og de har 6-8 hvide eller let lyserøde blosterblade med mange gule støvdragere i midten. Frugterne er nødder med et fedtagtigt vedhæng.
Rodnettet er løst og trævlet og det sidder på den krybende jordstængel. Stænglen bærer desuden bladene og blomsterne.
Højde x bredde og årlig tilvækst: 0,25 x 0,10 m (25 x 10 cm/år), heri ikke medregnet blade og blomster fra resten af det underjordiske netværk af jordstængler. Disse mål kan fx bruges til beregning af planteafstande, når arten anvendes som kulturplante.

## Voksested
Arten er nøje knyttet til løvskove, og det endda så meget at hvid anemone på åben mark kan anses for et minde om en tidligere skovdækning af arealet. Anemonerne springer ud før løvtræerne og udnytter derved de mange næringsstoffer, der er blevet frigjort i vinterens løb og den megen sol. Når så løvtræerne springer ud visner anemonerne og jordstænglerne opbevarer næringen til næste år.
I Danmark er hvid anemone almindelig, bortset fra Nord- og Vestjylland, hvor den findes hist og her. Arten er i øvrigt udbredt i skovområder i hele Europa, og den træffes oftest sammen med en række andre forårsblomstrende urter, således i Vestskoven ved Limfjorden: Alm. Pimpinelle, Alm. Fingerbøl, Alm. Mangeløv, Feber-Nellikerod, Krat-Fladbælg, Krat-Viol, Læge-Ærenpris, Mose-Bunke og Stor Konval.

## Galleri
- Hvid Anemone
- Blomstrende Hvide Anemoner dækker skovbunden om foråret.
- Kimplanter, ét og to år gamle (Warming 1884)

| Portal | Portal:Botanik |